# مروشینا
مروشینا (به صربی: Merošina) یک شهرستان در صربستان است که در ناحیه نیشاوا واقع شده‌است. مروشینا ۲۴۴ متر بالاتر از سطح دریا واقع شده‌است.